# Lilija Isłamowa
Lilija Fatchiełowna Isłamowa (ros. Лилия Фатхеловна Исламова; ur. 1972) – rosyjska zapaśniczka walcząca w stylu wolnym. Zajęła szóste miejsce na mistrzostwach świata w 1994. Mistrzyni Europy w 1993 roku. Trenerka.